# Suave es la noche
Suave es la noche (en inglés, Tender Is the Night) es una novela del escritor estadounidense F. Scott Fitzgerald. Fue publicada por primera vez en la Scribner’s Magazine entre enero y abril de 1934, en cuatro entregas.
El título de la obra proviene de la Oda a un ruiseñor, de John Keats:
Already with thee! tender is the night (IV, 5)
La novela refleja una etapa de la vida del propio autor: en 1932, su mujer Zelda Sayre Fitzgerald fue hospitalizada por esquizofrenia en un sanatorio en Baltimore (Maryland). El escritor alquiló entonces la villa llamada "la Paix", en el suburbio de Towson, para escribir esta novela: la historia del ascenso y caída de Dick Diver, un joven y prometedor psicoanalista, y su mujer, Nicole, quien al mismo tiempo era una de sus pacientes. Al ser publicada, esta obra fue la primera novela de Fitzgerald en más de nueve años, y la última que llegaría a completar. Durante el proceso de redacción se quedó varias veces sin dinero, y tuvo que recurrir a su editor y agente, o escribir relatos breves para revistas comerciales. A comienzos de los años 30, sin duda la vida del autor se encontraba en un momento oscuro, lo que se transparenta en la propia obra.
La novela fue publicada en dos versiones distintas. La original, de 1934, utilizaba flashbacks para introducir elementos en la trama, mientras que la segunda versión, preparada por un amigo y crítico de Scott Fitzgerald, Malcolm Cowley, a partir de las notas del propio autor, sigue un orden cronológico. Esta segunda versión se publicó póstumamente en 1951, y algunos críticos sostienen que Cowley decidió llevar a cabo esta revisión a causa de las reseñas negativas que la obra estaba recibiendo en su versión primitiva, con su estructura temporal no lineal.